# 臭节草
臭节草，为芸香科石椒草属下的一个植物物种。

## 變種
- 臭节草
- 松風草